# Leopolddok

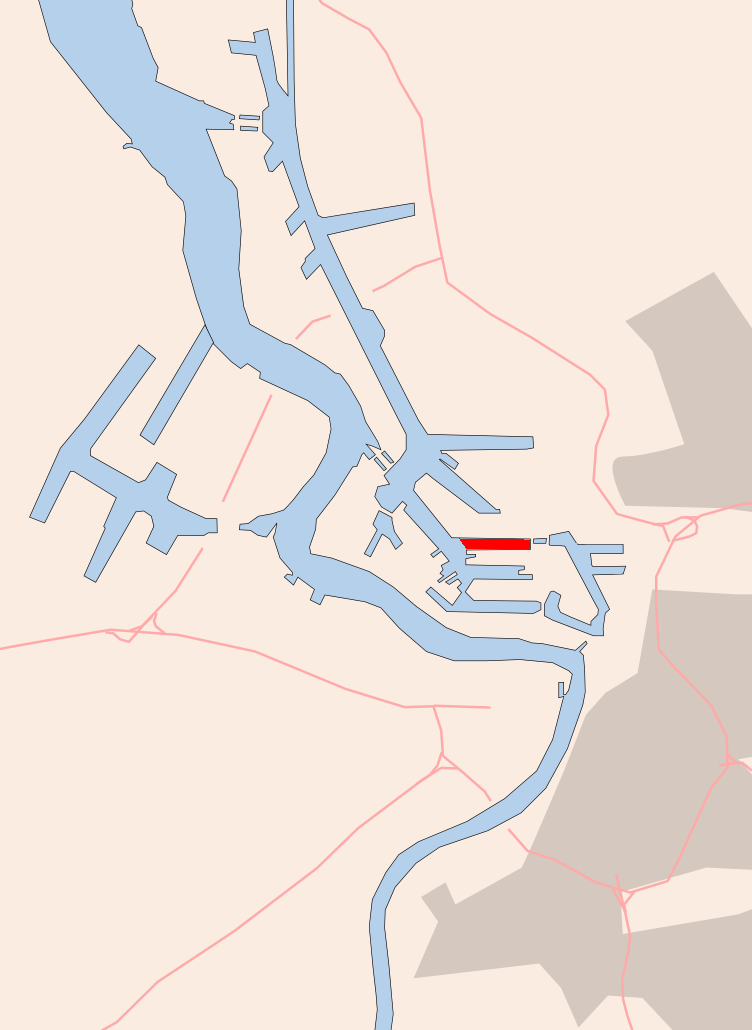
Locatie

Het Leopolddok ligt ten noorden van Antwerpen in het havengebied. Dit dok, aangelegd in 1928, ligt in een oost-west-as en ligt evenwijdig met de twee zuidelijk gelegen dokken, het Vierde Havendok en het Vijfde Havendok. Het Leopolddok is 1.602 meter lang en 300 meter breed met een dokdiepte van 7,75 meter en 73,90 ha groot. Het dok was eerst Kanaaldok B genoemd vanaf 1930 en later genoemd, op 29 juli 1938 naar koning Leopold III van België.
Vanaf de oostkant van dit dok, nabij de zuidkant van de Wilmarsdonkbrug, begint de onpare zuidkantnummering van 207 tot 229. Op nº 207 waren rond 1986 de burelen van de werkleider-dokmeesters en tevens de wachtkade voor stadssleepboten, die van hieruit directer naar de noordelijke dokken konden varen, om aldaar zeeschepen te assisteren, in plaats vanaf de oude "stal" aan Siberiabrug, kaai 63. Toen lagen er nog kleinere stadssleepboten voor assistentie in de oude dokken. Soms moesten ze ook nog binnenvaartsleepschepen (sleepkassen) van 1000 tot meer ton, verslepen naar hun bestemming. Die grote lichters hadden geen motor.
Nu bestaat dit niet meer. De Sleepdienst is in 1988 volledig verhuisd naar nº 602, even voorbij Lillobrug in het Kanaaldok B2.
Van kaai 209 tot en met 225 is de vestiging Antwerp Bulk Terminal van de havenholding SEA-invest.
Vanaf kaai 225 tot 229 is er Noord Natie gevestigd.
Aan de noordkant van het Leopolddok zijn de pare nummers vanaf 206, noordkant Wilmarsdonkbrug, tot de hoekkaai 230 en begin Hansadok, hier is BNFW gevestigd. 
Op 11 augustus 2018 brak in het dok een grote brand uit. Een loods met 5000 ton nikkelsulfide vatte vlam, waarbij giftige stoffen vrijkwamen.

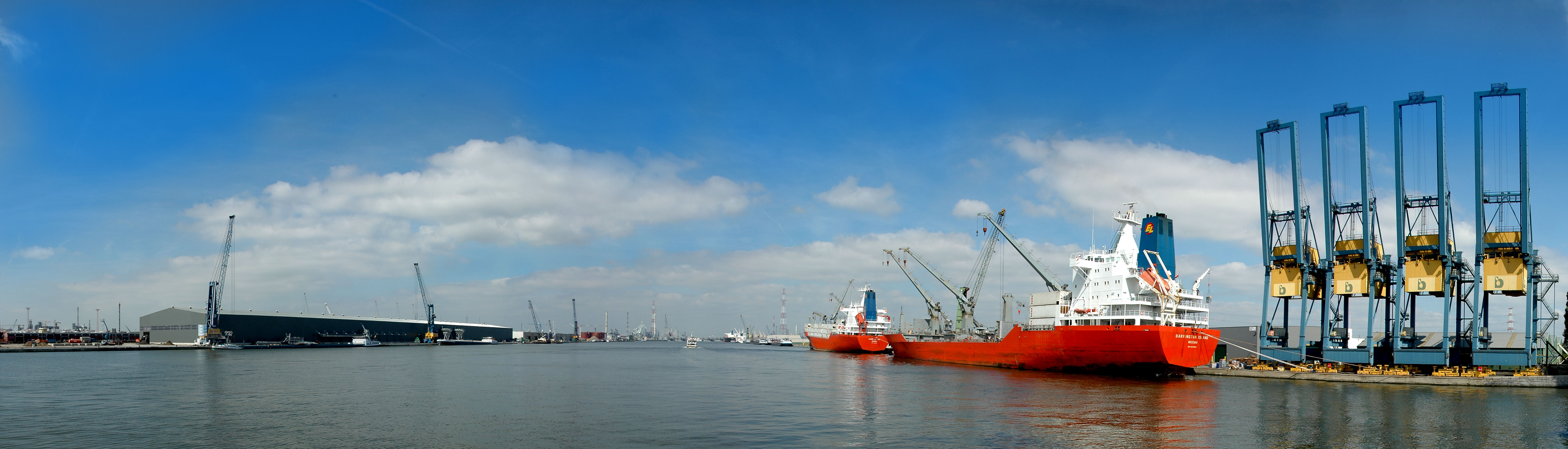
Barrington Island in het Leopolddok

Op de Antwerpse rechteroever van de Schelde:
Albertdok · Amerikadok · Asiadok · Bevrijdingsdok · Bonapartedok · Churchilldok · Derde Havendok · Eerste Havendok · Graandok · Hansadok · Houtdok · Industriedok · Kanaaldok · 
Kattendijkdok · Kempisch dok · Kooldok · Leopolddok · Lobroekdok · Margueriedok · Marshalldok · Noordschippersdok · Petroleumdok · Sasdok · Schippersdok · Schuildok voor Lichters · Siberiadok · Steendok · Straatsburgdok · Suezdok · Tweede Havendok · Verbindingsdok · Vierde Havendok · Vijfde Havendok · Willemdok · Zesde Havendok · Zuiderdokken
Op de Oost-Vlaamse linkeroever van de Schelde:
Deurganckdok · Doeldok · Noordelijk Insteekdok · Saeftinghedok · Verrebroekdok · Vrasenedok · Waaslandkanaal · Zuidelijk Insteekdok